# Müller Thurgau

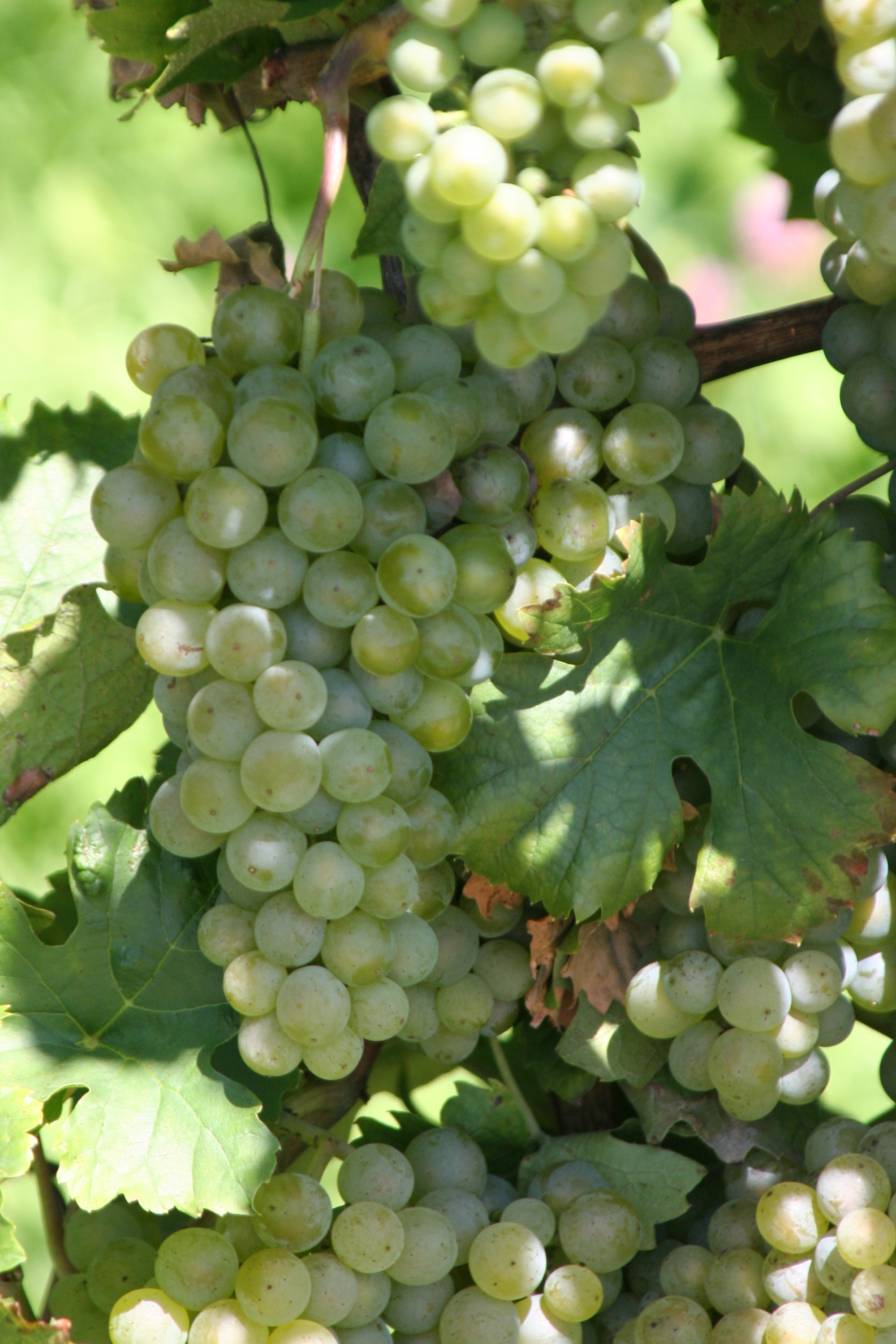
Vinná réva odrůdy Müller Thurgau

Müller Thurgau (zkratka MT) je moštová odrůda révy vinné (Vitis vinifera), určená k výrobě bílých vín, kterou vyšlechtil Prof. Hermann Müller, původem ze švýcarského kantonu Thurgau, v roce 1882 křížením odrůd Ryzlink rýnský a Madlenka královská (Madeleine Royale).

## Popis
Réva vinná (Vitis vinifera) odrůda Müller Thurgau je jednodomá dřevitá pnoucí liána dorůstající v kultuře až několika metrů. Kmen tloušťky až několik centimetrů je pokryt světlou borkou, která se loupe v pruzích. Úponky révy jsou středně dlouhé, umožňují této rostlině pnout se po pevných předmětech. Růst je středně bujný s poměrně tenkými, polovzpřímenými až vodorovnými letorosty. Včelka je bělavá, ochlupená, okraje jsou intenzívně červené. Internodia a nodia jsou zelená s hnědavě červenými pruhy, lysá, pupeny jsou velmi slabě pigmentované antokyaniny. Vrcholky letorostů jsou otevřené, světle zelené až žlutavé s načervenalým až bronzově hnědým nádechem, průměrně a stejnoměrně pigmentované antokyaniny, středně silně bíle vlnatě ochmýřené. Mladé lístky jsou žlutavé, bez pigmentace antokyaniny, slabě, pavučinovitě ochmýřené. Jednoleté réví je světle žlutavě hnědé, po délce tmavohnědě rýhované, eliptického průřezu. Zimní pupeny jsou středně velké až velké, široké.
List je velký, neurčitě zvlněný, tvar čepele okrouhlý až pětiúhelníkový, pětilaločnatý nebo sedmilaločnatý s hlubokými horními bočními výkroji, které jsou překryté a mají oblé dno. Vrchní strana čepele listu je tmavě zelená, slabě puchýřnatá, spodní hladká až slabě ochmýřená, zoubkování na okraji listu je poměrně výrazné, žilnatina listu v oblasti napojení řapíku je velmi slabě pigmentovaná antokyaniny, řapík listu je středně dlouhý, stejně dlouhý, jako medián listu, načervenalý, řapíkový výkroj je lyrovitý, lehce překrytý se zaostřeným eliptickým průsvitem, někdy je ohraničený žilkami. Listy se na podzim barví tmavě žlutě.
Oboupohlavní pětičetné květy v hroznovitých květenstvích jsou žlutozelené, samosprašné. Plodem jsou malé až středně velké (12–16 × 10–15 mm, 1,6–1,8 g), okrouhlé až krátce eliptické bobule nestejné velikosti. Slupka je středně silná, průměrně ojíněná, barva žlutozelená, při plném vyzrání zlatožlutá. Dužina je zpočátku křupavá, při přezrání měkká, řídká a šťavnatá, nezbarvená, jemně muškátové chuti, s 2–3 semeny. Stopečky bobulí jsou středně dlouhé, lehce oddělitelné. Semeno je hruškovité, středně velké, zobáček je krátký. Hrozen je středně velký (12–15 × 8–11 cm, 126 g), kuželovitý, středně hustý, s křidélky, s krátkou, slabě lignifikovanou stopkou.

## Původ a rozšíření

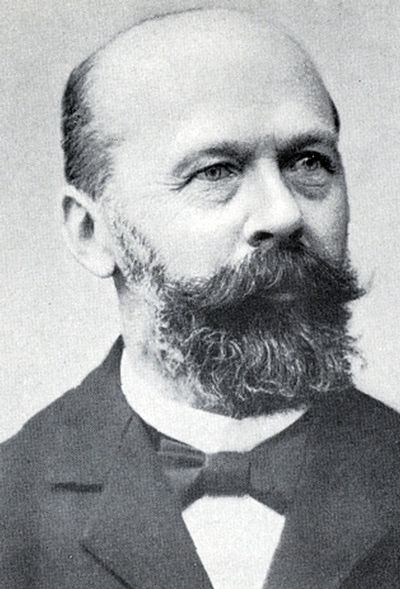
Profesor Hermann Müller (1850–1927)

Müller Thurgau je středně pozdní moštová odrůda vinné révy (Vitis vinifera). Odrůdu vyšlechtil Prof. Herrmann Müller, původem ze švýcarského kantonu Thurgau, v roce 1882 ve Výzkumném a šlechtitelském ústavu v Geisenheimu v Německu, kde tehdy vyučoval botaniku. Zde v rámci své šlechtitelské činnosti vypěstoval asi 150 semenáčů, které s sebou později přinesl do Wädenswilu ve Švýcarsku, kam se přestěhoval. Tam v roce 1891 zaujal jeho technika H. Schellenberga semenáč č. 58, který, byl dále selektován a stal se základem odrůdy.
Švýcarské synonymum odrůdy je Riesling-Silvaner, dlouho se totiž předpokládalo, že jde o křížení odrůd Ryzlink rýnský a Sylvánské zelené, tedy Silvaner. Například i v Německu a ve Slovinsku používané synonymum Rivaner se opírá o tuto domněnku.
Později, po dvou předchozích, také mylných verzích, které určovaly za rodičovské odrůdy Ryzlink rýnský klon Gm 88 x Ryzlink rýnský klon Gm 64 (1994), respektive Ryzlink rýnský x Chasselas de Courtiller (1997), dokázal kolektiv pracovníků IfR Geilweilerhof v Siebeldingenu (Německo, 2000) genovou analýzou, že se ve skutečnosti jedná o křížení odrůd Ryzlink rýnský a Madlenka královská (Madeleine Royale).
Odrůda MT se rozšířila po všech severnějších vinařských oblastech Evropy, ale i do zámoří. Tradičními oblastmi pěstování jsou Německo, kde se roku 2007 pěstovala na 13.824 hektarech (13,7 % plochy vinic), Rakousko, kde bylo vysazeno 5.236 hektarů (7,8 % plochy vinic), Švýcarsko, Maďarsko (8.000 ha), dále je pěstována například ve Francii (součást AOC Moselle, 7 klonů, ale roku 2008 pouze 5 ha), Belgii, Nizozemsku, v Dánsku, Lucembursku apod., celosvětově roku 2007 na cca 42.000 hektarech. Jednoznačně se tak jedná o nejúspěšnější novokřížení. V Německu je registrován i tetraploidní klon, zapsaný v katalogu odrůd VIVC jako samostatná odrůda.
Do Státní odrůdové knihy České republiky byla odrůda zapsána v roce 1941. Je registrována i na Slovensku, kde roku 2004 tvořila 8,64 % plochy vinic. V Česku se pěstuje ve všech podoblastech obou vinařských oblastí a tvořila roku 2004 11,2 % veškeré plochy vinohradů (roku 1994 to bylo 18 %, roku 2010 již 10 %). Průměrné stáří vinic této odrůdy v Česku činilo v roce 2010 asi 26 let. Nejhojnější je v oblasti Čechy a v moravských podoblastech Slovácká a Znojemská. Udržovateli odrůdy v Česku jsou Ampelos-Šlechtitelská stanice vinařská Znojmo, Alois Tománek, Šlechtitelská stanice vinařská Polešovice, ŠSV Velké Pavlovice, CARC Praha-Ruzyně a jeho Výzkumná stanice vinařská Karlštejn.

## Název
Název odrůdy je kombinací příjmení šlechtitele a názvu švýcarského kantonu, ze kterého šlechtitel pocházel. Většina synonym je kombinací původně předpokládaných rodičovských odrůd. Další, lokálně používaná synonyma odrůdy jsou : Мюллер-Тургау, Мюллер, Мюллерка, Мюллерово, Риванер, Ризванец (vše Rusko), Miler Turgau, Müller, M. Tourgau, Müllerka, Müllerovo (Slovensko), Müller Thurgeau (Chile), Rivaner (Rakousko, Německo, Slovinsko), Riesling-Sylvaner (Rakousko, Švýcarsko, Lucembursko), Riesling × Sylvaner (Švýcarsko), Rizlingszilvani (Itálie), Rizvanac Bijeli, Rizvanec (Chorvatsko, Slovinsko), Rizvaner.

## Pěstování
Odolnost dřeva a pupenů proti zimním mrazům je střední až slabá, podle zatížení keře násadou, snáší mrazy do −15 až −18 °C. Dřevo po mrazech však velmi dobře a rychle regeneruje. Vyzrání dřeva závisí i na příjmu draslíku z půdy. Plodnost dřeva je 90 %, průměrný počet hroznů na výhon 1,4–1,8. Pro velké tvary je vhodné používat podnože K 5BB, 125 AA, pro střední vedení T 5C a pro nižší tvary a pro nebezpečí žloutenky SO-4. Pěstuje se na středním i vysokém vedení se zatížením 6–8 oček na 1 m². Řez se provádí na tři kratší tažně se zásobními čípky. Plodnost odrůdy je vysoká a pravidelná výnosy se pohybují mezi 10 až 16 t/ha, ale při neredukované sklizni někdy až 20 t/ha, při redukované sklizni je průměrná cukernatost 17–20 °NM a acidita 6–8 g/l. Ranost zrání, plastičnost a pravidelné výnosy byly důvodem rychlého rozšíření pěstování této odrůdy.

### Fenologie
Vegetační cyklus odrůdy trvá 139 dní při sumě aktivních teplot (SAT) 2780 °C. Doba rašení oček i kvetení je středně raná, odrůda kvete ve 2. dekádě června, nemá sklon ke sprchávání. Zaměká v první polovině srpna a sklízí se po polovině září.

### Choroby a škůdci
MT je citlivý na plíseň révovou (Plasmopara viticola) a padlí révové (Uncinula necator). Při deštivém počasí v době dozrávání jsou hrozny napadány plísní šedou (Botrytis cinerea). Trpí také černou skvrnitostí (Phomopsis viticola). Méně je náchylný na virózy, citlivý je na obaleče, hlavně první generace.

### Poloha a půdy
Na polohu má odrůda nároky nízké, dá se pěstovat i v okrajových oblastech. Na půdy jsou nároky vyšší, nesnáší půdy propustné, písčité, kamenité, bez větších příměsi jílnatých částic, suché. Nejvhodnější jsou půdy hluboké, dobře snáší i půdy těžší a vápenité půdy. Nejlépe mu vyhovují hlubší, záhřevné a živné půdy.

## Víno
Při velkých sklizních, které se dají snadno docílit, je víno řídké a nahořklé. Správně zvládnutou technologií by se mělo vytvořit víno, které je nejlépe pít jako mladé, svěží a pobízející k popíjení díky nižšímu obsahu alkoholu. Současně by mělo mít k ostatním látkám přiměřený obsah kyselin, s užšími tóny muškátově ovocných vůní a s hladkým odchodem, který vyvolává dojem šťavnatosti a pobízí k dalšímu doušku. Pro udržení svěžesti a aroma vína je vhodné kvašení v chladnějších podmínkách (15–18 °C). V dobrých ročnících, při vysoké cukernatosti, je třeba dávat pozor na obsah kyselin, příliš nízký obsah v bobulích se negativně projeví na kvalitě vína. Bohužel se konzumenti stále setkávají i s víny širokými, plochými, málo aromatickými či s hořkou dochutí, což vše je výsledkem popření základních technologických poznatků o této odrůdě. Takto vyráběná vína zatlačila tuto jinak cennou odrůdu do pozadí. Naštěstí se již opět blýská na lepší časy a lze se setkat i s víny vynikajícími.
Typické odrůdové víno by mělo mít světlou barvu se zelenožlutým odstínem, muškátovou vůni s ovocnými odstíny (kopřivově-broskvovými) a svěží chuť s nižší aciditou. Ve vůni a chuti můžeme hledat travnaté tóny, citrusové plody, muškát, angrešt, černý rybíz, broskev, grapefruit. Víno se obvykle déle nearchivuje, výjimkou jsou reduktivně školené přívlastky. Víno MT je rovněž vhodné do různých cuvée, zvláště s pozdně zrajícími odrůdami, které mívají nadměrný obsah kyselin. Spolu s Ryzlinkem vlašským a Veltlínským zeleným tvoří „Müllerka“ základ našich známkových vín.

### Stolování
Vína odrůdy MT jsou vína ke každodennímu pití k prosté stravě a při společenské zábavě. Hodí se k předkrmům, zeleninovým polévkám, k rybě nebo k bílým měkkým sýrům. Vyzrálé hrozny MT jsou vhodné i k přímé konzumaci, jsou příjemné, jemně muškátové chuti.

### Multimédia
- Ing. Radek Sotolář : Multimediální atlas podnožových, moštových a stolních odrůd révy, Mendelova zemědělská a lesnická universita Brno, zahradnická fakulta v Lednici
- Martin Šimek : Encyklopédie všemožnejch odrůd révy vinné z celýho světa s přihlédnutím k těm, co již ouplně vymizely, 2008–2012